# 河下三官殿
河下三官殿，又名天兴观，位于江苏省淮安市淮安区河下街道估衣街西首南边、茶巷东侧，是一处道教建筑遗存，始建于唐代，清咸丰十年（1860年）毁于捻军的庚申之劫。现存大殿一座，为河下小学使用。

## 历史
2009年6月12日，河下三官殿公布为淮安市文物保护单位。